# George Bowen (administrateur colonial)
Pour les articles homonymes, voir George Bowen et Bowen.
George Ferguson Bowen (né le 2 novembre 1821 à Taughboyne, en Irlande - mort le 21 février 1899 à Brighton, dans le Sussex) était un administrateur colonial britannique et homme d'État.

## Biographie
Il fut élève du Trinity College (Oxford), il devint le recteur de l'Académie ionienne de 1847 à 1851, mais aussi le premier gouverneur du Queensland, cinquième gouverneur de Nouvelle-Zélande, cinquième gouverneur du Victoria, neuvième gouverneur de l'île Maurice enfin gouverneur de Hong Kong.

## Honneurs
Il fut Chevalier grand croix de l'ordre de Saint-Michel et Saint-Georges, la ville de Bowen (Queensland) porte son nom. La comtesse Diamantina di Roma, son épouse eu aussi une grande popularité et de nombreuses rues et places au Queensland.